# Archäologisches Nationalmuseum (Tirana)

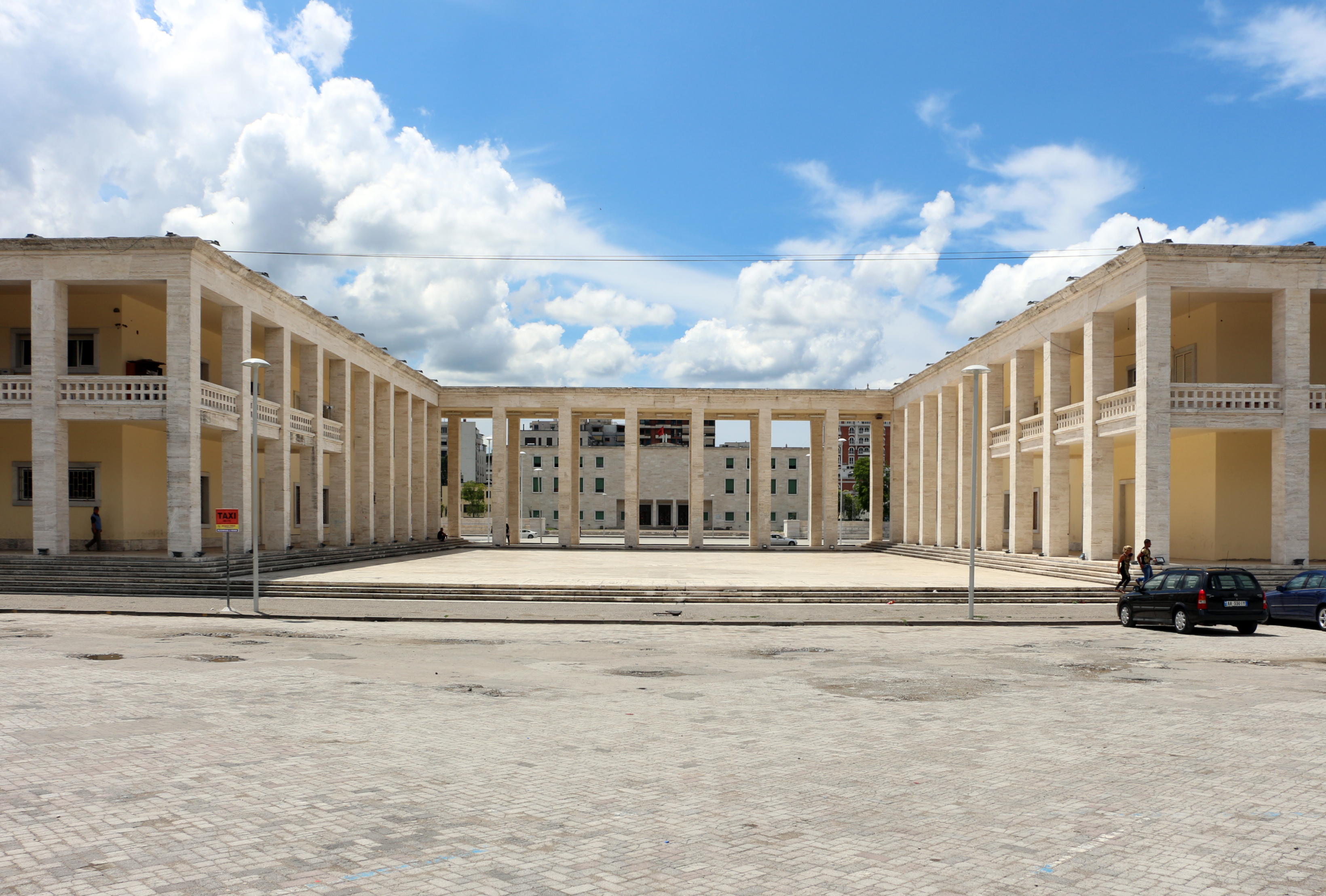
Hinterhof des Museums

Das Archäologische Nationalmuseum (albanisch Muzeu Arkeologjik Kombëtar) in der albanischen Hauptstadt Tirana ist das älteste archäologische Museum Albaniens und das erste Museum überhaupt, das nach dem Zweiten Weltkrieg eröffnet wurde. Das Museum befindet sich auf der Ostseite des Mutter-Teresa-Platzes in der Nähe der Universität Tirana, integriert in einem Gebäudekomplex aus italienischer Zeit mit einem großen Säulengang neben der heutigen Universität.
Die Museumsleitung obliegt der Albanischen Akademie der Wissenschaften.

## Geschichte
Am 1. November 1948 wurde in Tirana das Archäologisch-Ethnographische Museum eröffnet. 1976 wurde der ethnographische Teil in ein eigenständiges Museum ausgelagert. Der archäologische Teil hat seither den heutigen Namen. 
Das Museum musste im Verlaufe der Zeit wegen Platzmangels mehrere Male erweitert werden (1957, 1976, 1982, 1985 und 1998).

## Sammlung
Das Museum besitzt mit über 2000 ausgestellten Exemplaren die größte archäologische Sammlung in ganz Albanien. Die Exemplare stammen aus den folgenden sechs Epochen:
- Steinzeit: 100.000 bis 2000 v. Chr.
- Bronze- und Eisenzeit: 2000 bis 800 v. Chr.
- Illyrische Besiedlung und Urbanisierung: um 1000 v. Chr.
- Periode der illyrischen Antike: zwischen 1000 v. Chr. und 100 n. Chr.
- Spätantike: 100 bis 600 n. Chr.
- Mittelalter und Osmanische Eroberung: zwischen 600 und 1500

## Abteilungen
Das Museum ist in fünf Sektionen unterteilt, welche die verschiedenen, aus ganz Albanien zusammengetragenen Ausstellungsexemplare der jeweiligen Epochen beherbergen. Im ersten und zweiten Saal sind Gegenstände der Vorgeschichte (Stein- bis Eisenzeit) ausgestellt. Der dritte Saal stellt verschiedene Objekte zwischen dem 4. Jahrhundert v. Chr. und dem 6. Jahrhundert n. Chr. zur Schau, welche vor allem das alltägliche Leben der Illyrer und deren Handel mit den griechischen Kolonien zeigen. Im vierten Saal sind Statuen und Skulpturen aus der Frühantike sowie Objekte aus den griechischen Kolonien Dyrrachium, Apollonia und Oricum zu sehen. Im fünften und letzten Saal gibt es zahlreiche Objekte aus Festungen und Gräbern, welche aus dem frühen und späten Mittelalter stammen. Vor allem zahlreich an Exemplaren sind Gegenstände aus spätantiken Gräbern aus Koman.